# Rittergasse 11 (Quedlinburg)

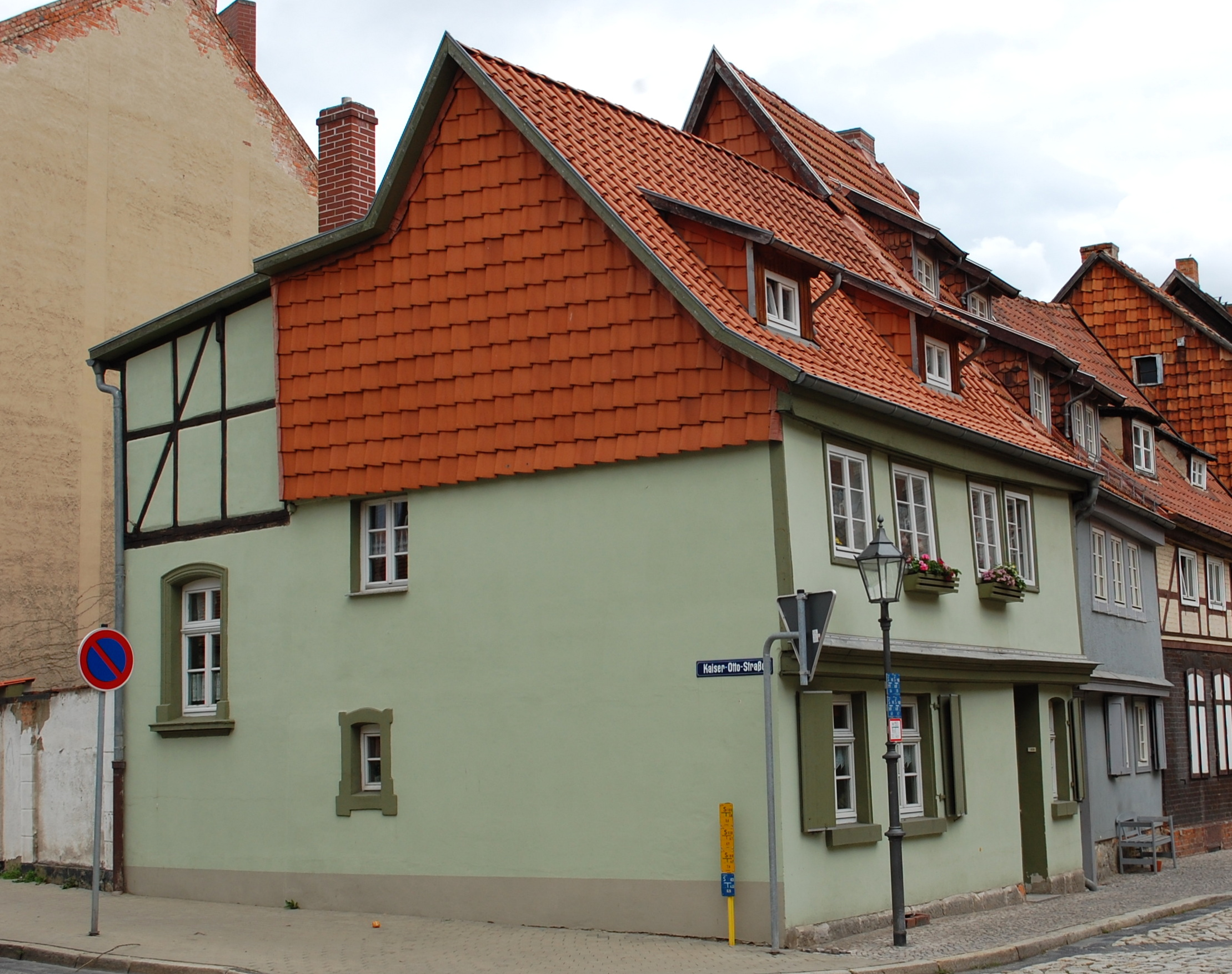
Rittergasse 11

Das Haus Rittergasse 11 ist ein denkmalgeschütztes Gebäude in der Stadt Quedlinburg in Sachsen-Anhalt.

## Lage
Es befindet sich im Stadtgebiet südlich des Quedlinburger Schlossberges an der Einmündung der Rittergasse auf die Kaiser-Otto-Straße. Das Gebäude gehört zum UNESCO-Weltkulturerbe und ist im Quedlinburger Denkmalverzeichnis eingetragen. Nördlich grenzt das gleichfalls denkmalgeschützte Haus Rittergasse 12 an.

## Architektur und Geschichte
Das zweigeschossige Fachwerkhaus entstand in der Zeit um das Jahr 1700. Aus dieser Zeit stammt auch die unregelmäßige Anordnung der Fenster. Die Fassade ist verputzt.
Die mit einem Oberlicht versehene Haustür stammt aus der Mitte des 19. Jahrhunderts.